# Caecitellales
Ordre
Les Caecitellales  sont un ordre de chromistes de l'embranchement des Bigyra, et de la classe des Bicoecidea.

## Liste des familles
Selon AlgaeBase (17 novembre 2024) :
- Caecitellaceae Cavalier-Smith, 2006
- Cafeteriaceae Moestrup
- Discocelidaceae Cavalier-Smith, 1993
- Discoceliidae Cavalier-Smith, 2012

## Systématique
Le nom correct complet (avec auteur) de ce taxon est Caecitellales Cavalier-Smith, 1997.